# 451 градуса по Фаренхайт
 Тази статия е за книгата на Рей Бредбъри.  За филма вижте 451 градуса по Фаренхайт (филм).  
„451 градуса по Фаренхайт“ (на английски: Fahrenheit 451) е научнофантастичен роман – антиутопия от Рей Бредбъри, издаден през октомври 1953 г.
Името на романа идва от физическото свойство на хартията да се самозапалва при температура 451 °F (232,78 °C).
Романът описва тоталитарно общество, което насърчава масовата култура и потребителското мислене, а книгите са забранени и подлежат на изгаряне. Малката опозиционна група на хората-книги се е заела да спаси духовното богатство, като всеки член научава наизуст някоя книга, за да я направи достъпна за следващите поколения. По времето на написване на книгата в САЩ са в разгара си шпиономанията и ловът на вещици, свързани с маккартизма.

## Сюжет
Внимание:  Текстът по-долу разкрива сюжета на произведението (или части от него)!
Действието в „451 градуса по Фаренхайт“ се развива в неопределен град (вероятно в средния запад на Северна Америка), в неопределено в бъдещето време след 1960 г. Романът е разделен на три части: „Огнището и Саламандърът“, „Ситото и пясъкът“ и „Ярко горене“.
„Огнището и Саламандърът"
Гай Монтег е „пожарникар“ нает да изгаря принадлежностите на тези, които четат незаконно книги. Той е женен и няма деца. Една есенна нощ, докато се прибира от работа, среща своята нова съседка, тийнейджърка на име Кларис Маклелън, чиито свободомислещи идеали и непокорен дух го карат да се запита за живота си и за собственото си възприятие за щастие. Монтег се завръща вкъщи, за да открие, че съпругата му Милдред е предозирала с хапчетата за сън и вика медицинска помощ. Двама незаинтересовани медицински техници наминават за да прочистят стомаха на Милдред, да източат кръвта ѝ и да ѝ прелеят нова. След като напускат, за да спасят друга предозирала жертва, Монтег наблюдава Милдред, гледа как новата кръв изпълва бледите ѝ бузи. После отива навън, дочувайки Кларис и семейството ѝ да говорят за това, какъв е животът в това хедонистично неграмотно общество. Умът му бива бомбардиран от подривните мисли на Кларис и от спомена за жена му, доближила смъртта. На следващия ден намира Милдред в кухнята без спомен за случилото се и говореща непрекъснато за това, че е гладна заради махмурлука, с който се е сдобила на партито, на което си мисли, че се е явила предишната вечер. През следващите няколко дни Кларис доверчиво се среща с Монтег, докато той върви към вкъщи. Тя му разказва за това как простите и удоволствия и интереси я превръщат в аутсайдер сред връстниците и как е принудена да ходи на терапия заради поведението и мислите си. Монтег става нетърпелив за тези срещи и тъкмо когато започва да ги очаква, Кларис изчезва. Той усеща, че нещо не е наред.
В последвалите дни, докато е на работа с другите пожарникари, претърсвайки пълната с книги къща на една възрастна дама преди неизбежното изгаряне, Монтег открадва книга, преди някой от колегите му да разбере. Жената отказва да напусне своите къща и книги, избирайки вместо това да запали кибритена клечка и да се самозапали, изгаряйки жива. Монтег се връща у дома, разтърсен от самоубийството ѝ. Докато се приготвя за сън, скрива откраднатата книга под възглавницата си. Все още разтърсен от вечерните събития, той се опитва да разговаря с Милдред, започвайки с въпроса кога и къде са се срещнали за първи път. Милдред понечва да отговори, но незабавно забравя. Когато се запътва към банята, за да вземе още хапчета за сън, той осъзнава колко много пристрастеността ѝ към тях, любовта ѝ към интерактивните забавления и бързото шофиране са съсипали брака им. По-късно, когато тя заспива, Монтег я разбужда и я пита дали е видяла или чула нещо относно Кларис Маклелън. Тя първоначално отбягва въпроса, но после разкрива какво се е случило. Семейството на Кларис се е преместило, след като преди четири дни тя е била блъсната от ускоряваща кола и е починала. Смаян от това че не го е споменала по-рано, той се мъчи да заспи. Подозира присъствието на „хрътката“ – осмокрак кучеподобен робот, обитаващ пожарната и помагащ на служещите там. Монтег се събужда болен на следващата сутрин с Милдред, дразнеща го да отиде на работа. Докато тя се опитва да се грижи за съпруга си (но се оказва по-ангажирана със стената на забавлението в съседната стая), Монтег предлага да си почине от пожарникарската длъжност след случилото се предишната нощ. Съпругата му се паникьосва при мисълта, че ще загуби къщата, заедно с удобствата и забавленията и ядосана обвинява старицата, която се е самоубила за настъпилата промяна в начина, по който той се чувства по отношение на работата си.
Капитан Бийти, шефът на Монтег, лично го посещава, за да провери как е. Усещайки опасенията му, Бийти заявява как книгите са загубили стойността си и къде принадлежат пожарникарите. През курса на няколко десетилетия хората са прегърнали нова медия (в този случай филмите и телевизията), спортовете и ускорения начин на живот. Добавя небрежно, че всеки пожарникар рано или късно краде книга от любопитство и че ако същата книга бъде изгорена до 24 часа, никой няма да пострада.
След като визитата приключва, Монтег разкрива на жена си, че през последната година е натрупал книги в скривалище на климатичната шахта. Тя се плаши и се втурва да ги унищожи, но той ѝ попречва, увещавайки я да ги прочетат заедно и обещавайки, че ако нямат никаква стойност, както се твърди, ще ги изгорят заедно.
„Ситото и пясъкът“
Докато съпрузите разглеждат откраднатите книги, покрай входната врата нещо започва да души. Монтег разпознава в този звук хрътката, докато Милдред го приписва на случайно куче. Те възстановяват дискусията и когато звукът се появява отново, тя отвлича вниманието към въпроса защо човек трябва да го е грижа за някакви си книги. Мъжът ѝ разказва за опита ѝ за самоубийство, за изчезването на Кларис, за старата жена, която се е самозапалила, за бомбардировачите прелитащи над главите им и надвисналата заплаха от война, която се пренебрегва от масите. Отбелязва, че книгите от миналото пазят послания, които биха могли да спасят обществото от самоунищожение. Разговорът им е прекъснат от обаждане. На телефона е приятел на Милдред. Следва уговорка да гледат заедно огромните телевизионни стени във всекидневната ѝ същата нощ.
Междувременно Монтег разбира, че съпругата му е изгубена кауза. Разбира и че ще се нуждае от помощ да разбере книгите. Спомня си за възрастен мъж на име Фабер, който срещнал веднъж в парка преди година – бил професор по английски, преди да забранят книгите. Обажда му се с въпроси за книги и Фабер скоро му затваря.
Необезсърчен той пътува с метрото до дома на стареца, носейки със себе си рядко копие на Библията – книгата, която открадва от къщата на самоубийцата. Опитва се да чете по пътя, но се разсейва от натрапчивостта на радиото, което го подлудява. Още с пристигането си в дома на Фабер – настоява за помощ и успява да я получи, след като започва да къса методично страница по страница. Даден му е саморъчно направен комуникатор, чрез който да получава постоянни насоки.
Когато се прибира вкъщи, вижда, че приятелите на Милдред са вече там, готови за интерактивната забава. Незаинтересован, той изключва стените и се опитва да ги въвлече в смислен разговор само за да открие колко безразлични са те към предстоящата война, към мисълта да изгубят любим човек, към децата си и към тези, за които са гласували на последните избори.
Разгневен от глупостта им, той напуска и се връща с книга с поезия. Това обърква жените и предупреждава Фабер, който слуша от разстояние. Милдред се опитва да отхвърли случващото се и да го представи като традиция, която пожарникарите имат – веднъж годишно да намират книга от миналото и да я прочитат като средство да покажат колко е глупаво съществуването ѝ. Но мъжът ѝ продължава да рецитира и разплаква една от посетителките. Чрез комуникатора Фабер му заповядва да изгори книгата. Гостите напускат отвратени, а съпругата му се заключва в банята, където изпива още хапчета за сън.
Монтег скрива откраднатите книги в задния двор, преди да се върне в пожарната късно през нощта само с откраднатата Библия. Заварва Бийти, играещ карти с друг пожарникар, и му връчва книгата като прикрития на кражбата от миналата нощ, за която предполага, че са разбрали. Бийти му споделя, че е имал сън, в който се дуелират безкрайно с цитати от книги. Описвайки съня, става ясно че въпреки разочарованието си, той някога е бил ентусиазиран читател. Алармата прозвучава и Бийти взима адреса от диспечерската система. Подкарват безразсъдно пожарникарския камион и когато пристигат на въпросното място, Монтег е зашеметен, виждайки собствената си къща.
„Ярко горене“
Бийти заповядва на Монтег да унищожи собствената си къща, съобщава му че жена му и приятелите ѝ са го докладвали след случилото се предната вечер. Монтег вижда как жена му излиза – прекалено травмирана от загубата на семейната стена, за да забележи съществуването на съпруга си или ситуацията, в която се намират, хваща си такси и не поглежда назад. Подчинявайки се на шефа си, след това унищожава мястото парче по парче с огнехвъргачка. Непосредствено след това Бийти открива предавателя в ухото му и планира да залови Фабер. Монтег го изгаря жив и нокаутира колегите си. Докато бяга, механичното куче на пожарната го настига и успява да инжектира в крака му приспивателно. Той го унищожава с огнехвъргачката и успява да избяга, стигайки до къщата на Фабер.
Той го подтиква да се отправи към селските райони и да се свърже с изгнаниците, любители на книги, които живеят там. Споменава, че ще напусне с ранния автобус до Сейнт Луиз, където биха могли да се срещнат по-късно. Виждат по телевизията, че нова хрътка е освободена с нови хеликоптери, които да създадат спектакъл за публиката. След внимателно заличаване на миризмата на Монтег, той напуска къщата. След дълго и ожесточено преследване успява да избяга, като се спуска по течението на реката.
Монтег излиза от реката близо до провинцията, където среща въодушевени скитници, водени от мъж на име Грейнджър. Всеки от тях е запомнил книги, които, когато дойде краят на това общество, ще бъдат пренаписани, за да се възстанови литературата на миналото. Докато изучава философията на групата, той и останалите гледат безпомощно как бомбардировачите летят към града. Докато Фабер напуска с ранния автобус, всички останали биват убити (включително Милдред). Монтег и групата са мръсни и ранени, но успяват да преживеят шоковата вълна.
На следващата сутрин Грейнджър разказва за легендарния феникс и безкрайния кръг на живота му – смърт в пламъците и прераждане. Той добавя, че фениксът трябва да има някаква връзка с човечеството, което непрекъснато повтаря грешките си. Обяснява, че човекът има нещо повече – може да ги запомни и да се опита да не ги повтори отново.
Размишлява, че голяма фабрика за огледала трябва да бъде построена, така че хората да могат добре да погледнат себе си и отражението на животите си. Когато всичко свършва, скитниците се завръщат в града, за да построят обществото наново.

## Персонажи
- Гай Монтег – Протагонист и пожарникар, който олицетворява антиутопичното през очите на лоялен работник, човек на конфликта, решил да се освободи от него. През голяма част от книгата има недостиг на познание и вярва на това, което чува.
- Кларис Маклелън – Съпровожда Монтег в пътуванията му до дома. Остава ѝ един месец до седемнадесетата ѝ годишнина.[2] Тя е необикновен човек в хедонистичното безкнижно общество. Открита, естествена и ведра, неортодоксална и интуитивна. Тя е непопулярна сред връстниците си и не е харесвана от учителите, защото задава въпроса „Защо?“ вместо „Как?“ и се фокусира повече върху природата, отколкото върху технологиите. Няколко дни след първата им среща изчезва без обяснение. Милдред казва на Монтег, че е ударена от ускоряваща кола и семейството ѝ е напуснало след смъртта ѝ. Филмовата адаптация внася промени, според които е 20-годишна учителка, уволнена заради неортодоксалното си поведение, която живее със скитниците. Бредбъри харесва промяната и я внася при следващото издаване.
- Милдред Монтег – Съпруга на Гай Монтег. Пристрастена към хапчетата за сън, поглъщани в плитките драми, прожектирани на телевизионните стени и безразлична към заобикалящата я действителност. Описана е като тънка като богомолка от диети, с изгорена от химикали коса и с кожа като бял бекон. Въпреки опитите на мъжа ѝ да прекъсне омагьосания кръг, в който се намира, тя остава повърхностна и незаинтересована. След като Монтег прогонва приятелите и с четенето си, неспособна да живее с някого, запасяващ се с книги, Милдред докладва за случилото се в пожарната и го изоставя.
- Капитан Бийти е шеф на Монтег. Някога страстен читател, намразил книгите заради неприятното им съдържание и противопоставящ факти и мнения. В сцена, добавена по-късно от Бредбъри, капитанът кани Монтег в дома си, където има стени от книги, оставени да мухлясват по рафтовете си.
- Стоунмън и Блек са колеги на Монтег в пожарната. Те нямат голямо влияние в историята и функционират предимно, за да покажат на читателя контраста между пожарникарите, които се подчиняват на всичко, което им е казано, и Монтег, който осъзнава колко увреждаща е работата му за обществото.
- Фабер е професор по Английски език. Той прекарва години самообвинявайки се, че не е защитил книгите, когато е видял, че се правят стъпки към забраната им. Монтег се обръща към него за насоки, като първоначално среща отказ. Монтег се опитва да научи повече за книгите, а не да ги унищожи. Бредбъри отбелязва, че Фабер е част от име на немски производител на моливи – Faber-Castell.
- Mrs. Ann Bowles and Mrs. Clara Phelps са приятелки на Милдред и представителки на антиинтелектуалната част от обществото. По време на визитата си в къщата на Монтег те разкриват колко малко ги е грижа за всичко, което ги заобикаля. Едната – омъжвана многократно, другата – биеща се с децата си. И двете отричащи действителността и незаинтересовани от войната, политиката и семейството като цяло.
- Грейнджър е лидер на група скитащи се интелектуалци, които запомнят книги с цел да ги опазят.

## Заглавие
Свързва се с температурата 451 °F (233 °C), която Бредбъри смята, че води до самозапалване на хартията. Въпреки че е популярно схващане, учените са установили, че всъщност е от 440 °F (227 °C) до 470 °F (243 °C) в зависимост от типа хартия.

## Исторически контекст
Доживотната страст на Бредбъри към книгите започва още през ранните му години. Като редовен посетител на местните библиотеки между 1920 и 1930 г., той си спомня разочарованието, породено от липсата на зареждане на научнофантастични книги по това време. По-късно като тийнейджър е ужасен от изгарянето на книги и от кампанията на Йосиф Сталин, в която поети и писатели биват арестувани и често екзекутирани.
След 1945 г. и скоро след бомбардирането над Хирошима САЩ се фокусира върху атомния проект на Съветския съюз и разпростирането на комунизма. Започва разследване в тази насока. Американските граждани и организации, заподозрени, че имат връзки с комунизма, биват изслушвани през 1947 г., за да се установи влиянието на този строй в холивудското кино. Като резултат се появява Черният списък, т.нар. „Hollywood Ten“ – група от влиятелни сценаристи и режисьори.
Тази намеса на правителството в творчеството на артистите силно огорчава Бредбъри. Той е загрижен за последствията, а през късната 1949 г. нощният сблъсък с полицейски служител го вдъхновява да напише „Пешеходецът“, кратка история, която ще се превърне в „Пожарникарят“, а най-накрая и в „451 градуса по Фаренхайт“.
Възходът на изслушванията на сенатор Джоузеф МакКарти, започнал през 1950 г., задълбочава презрението на Бредбъри към превишените правомощия на правителството. Студената война е в разгара си, а страхът на американците от атомната война и комунистическото влияние е на трескаво ниво. Сцената е готова Брадбъри да напише драматичния край на ядрения холокост на „451 градуса по Фаренхайт“, илюстриращ вида сценарий, от който американците по онова време се страхуват.
В ранните си години Бредбъри става свидетел на прехода от Златната ера на радиото към Златната ера на телевизията, точни около времето, в което той работи върху историята, която довежда до „451 градуса по Фаренхайт“. Виждайки тези медийни форми като заплаха за четенето на книги, а именно и заплаха за обществото, вярва, че новостите могат да послужат за отнемане на вниманието от важни афери и събития. Тези опасения са изразени чрез образа на Милдред и приятелките и са важна тема в творбата.

## История на написването
„451 по Фаренхайт“ се развива от поредица от идеи, които Бредбъри залага в предходните си истории. В продължение на много години авторът се опитва да представи „Пешеходецът“ като неин прототип. В предговора на антологията му „Мач към пламъка“ фикционалните пътища на Фаренхайт са заменени с пълна генеалогия.
Между 1947 и 1948 г. написва кратката история „Брайт Финикс“ (не е публикувана до май 1963 г. в списание The Fantasy & Science Fiction) за библиотекар, който се сблъсква с изгаряне на книги „Главен цензор“ на име Джонатан Барнс.
В края на 1949 г. Бредбъри бил спрян и разпитван от полицай, докато ходел в една късна нощ. На въпроса: „Какво правиш?“, Бредбъри ръкомаха: „Поставям единия си крак пред другия.“ Този инцидент го вдъхновява да напише разказа „Пешеходецът“ от 1951 г. В него Леонард Мийд е обект на тормоз и задържане от дистанционно управлявания патрулиращ полицай на града (само един) за това, че се разхожда през нощта – нещо, което става изключително рядко в тази бъдеща среда: всички остават вътре и гледат телевизионните екрани. Сам и без алиби, Мийд е заведен в „Психиатричния център за изследвания на регресивните тенденции“ заради странния си навик. „451 градуса по Фаренхайт“ по-късно отразява тази тема за авторитарно общество, разсейвано от излъчваните медии.
Брадбъри разширява идеята в „Пожарникарят“, публикувана във вестник „Галакси научна фантастика“ от февруари 1951 г. „Пожарникарят“ е написан в мазето на библиотеката „Уол“ на пионерската пишеща машина на UCLA, която Бредбъри наема срещу таксата от десет цента за половин час. Първият проект е с продължителност 25 000 думи и е завършен за девет дни. Призован от издателя да удвои дължината на историята, за да я превърне в роман, той се завръща на същото място и разширява работата си до „451 градуса по Фаренхайт“ (което отнема само още девет дни). Завършената книга е публикувана от Балънтайн през 1953 г.

## История на публикуването
Първото издание от октомври 1953 г. е с меки корици, но скоро след това е отпечатан и вариант с твърди такива. Отпускат се специални 200 броя с автограф и номерирани копия, свързани с азбест. Те били технически колекции, защото включвали две кратки истории, които липсват в следващите издания. Няколко месеца по-късно романът е публикуван на части в изданията от март, април и май 1954 г. на списание „Плейбой“.
Една аудиокнижна версия, прочетена от Брадбъри, е издадена през 1976 г. и е получила номинация за Spoken Word Grammy. Друга аудиокнига е издадена през 2005 г. от Кристофър Хърт. „451 градуса по Фаренхайт“ излиза и на електронна книга през декември 2011 г.

## Оценки
През 1954 г. Гроф Конклин, критик за „Галакси Сайънс Фикшън“, посочва романа сред „великите творби на въображението, написани на английски през последното десетилетие или по-рано“. В „Чикаго Съндей Трибюн“ Аугуст Дърлет е описал книгата като „свирепо и шокиращо жестоко предсказание за едно възможно бъдеще“, наричайки го „завладяващо“, и възхвалява Бредбъри за неговото „брилянтно въображение“. Повече от половин век по-късно Сам Уелър пише: по времето на издаването си „451 градуса по Фаренхайт“ е считана за проницателен социален коментар. Днес на „451 градуса по Фаренхайт“ все още се гледа като на поучителен разказ срещу комформизма и горенето на книги.
В момента на публикацията ѝ не всички са оценили стойностното в книгата. Антъни Баучер и Джей Франсис МакКомъс са подходили с по-малко ентусиазъм, посочвайки като недостатък, че книгата е била изпълнена с пълнеж, на места поразяващо остроумна, в много случаи заради великолепните ѝ езикови каскади, [но] прекалено често само заради тях. В рецензията си за книгата пред „Ъстаундинг Сайънс Фикшън“ П. Шулер Милър окачествил творбата като една от най-огорчените, почти истерични критики на Бредбъри, като похвалил нейния емоционален заряд и завладяващ, настоятелен поглед към детайла. „Ню Йорк Таймс“ също не са били впечатлени от романа, като са обвинили Бредбъри, че е развил злъч към голяма част от аспектите на днешната култура, а именно поражения като радиото, телевизията, повечето филми, аматьорските и професионалните спортове, автомобилите и подобни анормалности, които унижават осветеното и просто съществуване на мислещия човек.
Случаи, в които книгата е била забранена или цензурирана
В годините след публикацията ѝ няколко пъти се е случвало „451 градуса по Фаренхайт“ да бъде забранена, цензурирана или редактирана в някои училища от родители или учители, които явно не са били наясно или не ги е било грижа за изначалната ирония на тази намеса. Тук следват някои по-значителни случаи:
През 1987 на книгата е отредена „третостепенна роля“ от училищното настоятелство на училището в Панама Сити, Флорида, по тристепенната класификационна система, разработена от тогавашния директор Ленърд Хол. „Третостепенни“ са били книгите, които е следвало да бъдат премахнати от учебния курс заради „силна вулгарност“. След колективен съдебен иск, скандал в медиите и ученически протести, училищното настоятелство изоставят класификационната си система за цензура и одобряват всички използвани тогава книги.
През 1992 г. средното училище „Венадо“ в Ървин, Калифорния раздало издания на книгата, в които били заличени всички „мръсни думи“. Родителите се свързали с местните медии и успешно върнали нецензурираните копия.
През 2006 г. родителите на десетокласничка от областта Монгомъри, Тексас, настояли книгата да бъде заличена от списъка за четене за часовете ѝ по литература. Тя била разпределена на момичето през Седмицата на забранените книги, но то се отказало да я чете след няколко страници заради нецензурния език и сцените с горенето на Библията. Освен това родителите се оплакали против насилието, изобразяването на християните и пожарникарите в романа.

## Теми
Дискусиите за „451 градуса по Фаренхайт“ често разглеждат историята главно като предупреждение за опасността от цензура, упражнявана от държавата. Всъщност, когато Бредбъри е писал книгата по времето на маккартизма, той е бил загрижен за цензурата в Съединените щати. В едно интервю по радиото през 1956 г. той казва:
| „ | Написах тази книга преди 4 години, когато бях разтревожен от начина, по който се развиваха нещата в тази страна. Твърде много хора се плашеха дори от сянката си, назряваше опасност от изгаряне на книги. Доста книги бяха свалени от рафтовете по онова време. Разбира се за тези 4 години нещата се промениха и сега вървят обратно в посока на подобряване. Но тогава исках да разкажа история, в която да коментирам какво би се случило в една държава, ако допуснем да стигнем твърде далеч в тази посока, хората спрат да мислят, драконът захапе опашката си и ние някак изчезнем в един затвор и чрез действията си един вид се докараме до самоунищожение. | “ |

С течение на времето обаче Бредбъри постепенно престанал да вижда цензурата като основен мотив за написване на книгата. Вместо това той обикновено твърди, че истинските послания на „451 градуса по Фаренхайт“ са за опасността от едно общество на неграмотни, луднали по средствата за масова информация и заплахата от малцинствата и групите със специални интереси за книгите. В края на 50-те години на 20.век Бредбъри отбелязва:
| „     | Докато пишех краткия роман „451 градуса по Фаренхайт“ си мислех, че описвам един свят, който може да се развие след четири – пет десетилетия. Но само преди няколко седмици една нощ в Бевърли Хилс покрай мен минаха двама съпрузи, които разхождаха кучето си. Аз спрях втрещен, докато гледах след тях. Жената държеше в едната си ръка малък транзистор с формата на цигарена кутия, чиято антена потреперваше. От него излизаше тънка медна жица, която завършваше с фин конус, пъхнат в дясното ѝ ухо. И така тя вървеше в някаква забрава, без да забелязва мъжа и кучето, заслушана в далечни ветрове и шепоти, и викове, идващи от някаква сапунена опера – като сомнамбул, а съпругът ѝ, който все едно го нямаше, ѝ помагаше да слиза и да се качва на тротоара. Това не беше измислица. | “ |
| [ 9 ] | |   |

Тази история намира отзвук в „Раковините ушни напръстници“ (търговска марка слушалки, които се пъхат в ушите) на Милдред, използвани за емоционална бариера между нея и Монтаг. В интервю от 2007 г. Бредбъри твърди, че хората неправилно тълкуват книгата му и че „451 градуса по Фаренхайт“ наистина показва как масмедиите от сорта на телевизията маргинализират четенето на литература. По отношение на малцинствата, той пише през 1979 г. в „Кода“:
| „ | Има повече от един начин да изгориш книга. А светът е пълен с хора, които търчат наоколо със запалени клечки кибрит. Всяко малцинство, било то на баптистите / унитарианците, на ирландците / италианците / осемдесетгодишните / дзен будистите, на ционистите / адвентистите от седмия ден, на борците за освобождаване на жените / републиканците и т.н., чувства, че негов завет, право и дълг е да разлее керосин и да запали фитила. [...] Капитанът от пожарната Бийти в романа ми „451 градуса по Фаренхайт“ описва как книгите първоначално са били подпалвани от малцинства, всяко откъсвайки страница или абзац от тази или онази книга, докато накрая идва денят, в който книгите се оказват празни, мозъците бездействащи, а библиотеките затворени завинаги. [...] Само преди 6 седмици открих, че през годините някои загрижени редактори в „Балантайн Букс“, уплашени да не замърсят мозъците на младите, лека-полека съкратили около седемдесет и пет части от книгата ми. Студенти, чели книгата, която в крайна сметка се занимава с цензурата и изгарянето на книги в бъдещето, ми писаха, за да ми кажат за тази фина ирония. Джуди Лин дел Рей, една от новите редакторки в „Балантайн Букс“, пуска това лято цялата книга във възстановения ѝ първоначален вариант с всички прокълнати пасажи обратно на местата им. | “ |

По отношение на технологиите Сам Уелър отбелязва, че Бредбъри „предсказва всичко – от телевизори с плосък екран до слушалки за iPod и двадесет и четиричасови банкомати.“

## Адаптации
„Прейхаус “90 излъчва „Звукът на различните барабанисти“ по Си Би Си през 1957 г., написано от Робърт Алън Артър. Пиесата съчетава идеи от „451 градуса по Фаренхайт“ и „1984“. Бредбъри завежда дело и впоследствие печели.
Филмова адаптация, написана и режисирана от Франсоа Трюфо, с участието на Оскар Вернер и Джули Кристи, излиза през 1966 г.
В края на 1970-те Бредбъри адаптира книгата си в пиеса. Поне част от нея бива представена в Колони Тиътър в Лос Анджелис през 1979 г. но не е отпечатана до 1986 г. и официалната световна премиера се състои едва през ноември 1988 от Форт Уейн, градския театър на Индиана. Сценичната адаптация се осезаемо се различава от книгата и изглежда повлияна от филма на Трюфо. Например образът на шефа на пожарната Бийти е разширен и е превърнат в най-приказливия герой. Както във филма, Кларис не просто изчезва, но накрая се среща с Монтаг като герой от книга (тя като Робърт Луис Стивънсън, той като Едгар Алън По).
Радио Би Би Си продуцира еднократна драматизация по романа през 1982 г., в която участва Майкъл Пенингтън. Излъчвана е отново на 12 февруари 2012 г. и на 7 април 2013 г. по радио Би Би Си екстра.
През 1984 романът бива адаптиран в компютърна текстова игра със същото име от софтуерната компания Трилиум.
Британската премиера на театралната адаптация на Бредбъри се състои чак през 2003 г.в Ногингам, като чак през 2006 г. „Гудлайт тиатър компани“ я представя в Ню Йорк.
След приключването на сезона в Ню Йорк продукцията се мести на Единбургския фестивал, където е един от основните акценти.
„Американ плейс теътър“ представя адаптация като моноспектакъл в рамките на техния сезон „Литература за живота“ 2008 – 2009.
През юни 2009 бива издадена графична новела по романа. Кръстена е Рей Бредбъри – 451 градуса по Фаренхайт: авторска адаптация, илюстрирана от Тим Хамилтън и представена от Бредбъри
Романът вдъхновява адаптацията на Бирмингамския театър „Времето е заспало в следобедната светлина“ от април 2012, играно в Бирнингамската централна библиотека.
Нова филмова адаптация е развита от HBO и режисирана от Рамин Бахвари, в която участват Майкъл Б Джордан и Майкъл Шанън.
Документалният филм на Майкъл Мур „Фаренхайт 9/11“ прави препратки към новелата на Бредбъри и атаките от септември 2011 г., като подзаглавието е „Температурата, при която свободата гори“. Филмът е критичен към Дж. У. Буш, неговата война с тероризма и представянето ѝ в медиите и става най-успешният документален филм дотогава.
Бредбъри желае филмът да бъде преименуван, защото е неудовлетворен от препратката в заглавието.
„232 градуса по Целзий“ е поема от Робърт Калвърт, публикувана през 1977 и издадена като албум през 2007, като заглавието е алюзия към „451 градуса по Фаренхайт“ в неговия метричен еквивалент, който обозначава как „авторът унищожава своите груби чернови“.